# Klim (Dania)
Klim – miasto w Danii, w regionie Jutlandia Północna, w gminie Jammerbugt.